# 阪本智香
阪本 智香（さかもと ともか）は、日本の帽子作家。
立命館大学経営学部卒業後、会社勤務を経て独学で帽子デザイナーに転身する。現在ネットショップ「Semilla」を経営し、定期的に帽子の展示会を開く。メディアへの登場も多くシャンプーのCMへの出演もしている。